# Gelasia biebersteinii
Gelasia biebersteinii — вид квіткових рослин з родини айстрових (Asteraceae).

## Поширення
Країни поширення: Росія, Україна, Північний Кавказ; Грузія, Вірменія, Азербайджан, Іран (Іранський Азербайджан).